# Jack Elam
William Scott „Jack“ Elam (* 13. November 1920 (Anm.) in Miami, Arizona; † 20. Oktober 2003 in Ashland, Oregon) war ein US-amerikanischer Schauspieler, der meist als Bösewicht oder Außenseiter auftrat.

## Leben und Werk
Elam wuchs in Arizona unter ärmlichen Verhältnissen auf. Er verlor seine Mutter im Alter von zwei Jahren. Der Zustand seines Auges ging auf eine im Alter von 12 Jahren erlittene Verletzung durch einen Bleistift zurück, die ihm in einem Pfadfinderlager zugefügt worden war.
Als junger Mann ging er nach Kalifornien und arbeitete als Buchhalter.
Nach dem Eintritt der Vereinigten Staaten in den Zweiten Weltkrieg diente Elam in der US Navy. Nach Kriegsende begann er Rollen in Filmen zu spielen.
War er in den 1950er Jahren noch auf die Rolle des Bösewichts abonniert, spielte er Ende der 1960er zunehmend Außenseiter oder komödiantische Rollen. Elam war einer der gefragtesten Western-Nebendarsteller und trat in zahlreichen Klassikern dieses Genres in Erscheinung, darunter in Zwölf Uhr mittags, Vera Cruz, Zwei rechnen ab und Spiel mir das Lied vom Tod. Ab Mitte der 1970er Jahre war er vermehrt in Fernsehserien und Filmkomödien zu sehen. In Erinnerung geblieben ist er durch sein ungewöhnliches Äußeres – das unbeweglich schielende Auge und seine dichten Augenbrauen.
1983 gewann er den Golden Boot Award.
Jack Elam starb im Alter von 82 Jahren an Herzversagen.

## Filmografie (Auswahl)

### Filme
- 1949: Dem Rauschgift verfallen (She Shoulda Said No!)
- 1950: Zweikampf bei Sonnenuntergang (The Sundowners)
- 1950: A Ticket to Tomahawk
- 1950: Ein charmanter Flegel (Key to the City)
- 1950: Der Held von Mindanao (American Guerrilla in the Philippines)
- 1950: Der Tiger von Texas (High Lonesome)
- 1951: Insel der zornigen Götter (Bird of Paradise)
- 1951: Zwei in der Falle (Rawhide)
- 1951: … jetzt wird abgerechnet (The Bushwhackers)
- 1952: Zwölf Uhr mittags (High Noon)
- 1952: Die Schlacht am Apachenpaß (The Battle at Apache Pass)
- 1952: Der vierte Mann (Kansas City Confidential)
- 1952: Engel der Gejagten (Rancho Notorious)
- 1952: Lockruf der Wildnis (Lure of the Wilderness)
- 1953: Verwegene Gegner (Ride, Vaquero!)
- 1953: Die Nacht vor dem Galgen (Count the Hours)
- 1954: Ritt mit dem Teufel (Ride Clear of Diablo)
- 1954: Vera Cruz
- 1954: Über den Todespaß (The Far Country)
- 1954: Königin der Berge (Cattle Queen of Montana)
- 1955: Rattennest (Kiss Me Deadly)
- 1955: Tarzan und der schwarze Dämon (Tarzan's Hidden Jungle)
- 1955: Das Schloß im Schatten (Moonfleet)
- 1955: Wichita
- 1955: Mit stahlharter Faust (Man without a star)
- 1955: Der Agentenschreck (Alternativtitel: Maler und Mädchen) (Artists and Models)
- 1955: Der Mann aus Laramie (The Man from Laramie)
- 1956: Duell am Apachenpaß (Thunder over Arizona)
- 1956: Zwei rechnen ab (Gunfight at the O.K. Corral)
- 1957: Die Uhr ist abgelaufen (Night Passage)
- 1957: Massaker (Dragoon Wells Massacre)
- 1957: Twilight Zone (Einer zu viel, Folge 28)
- 1959: Der Mann aus Arizona
- 1961: Die unteren Zehntausend (Pocketful of Miracles)
- 1961: El Perdido (The Last Sunset)
- 1961: Die Comancheros (The Comancheros)
- 1963: Vier für Texas (4 For Texas)
- 1966: Rancho River (The Rare Breed)
- 1966: Die Todes-Ranch (The Night of the Grizzly)
- 1967: Duell der Gringos (The Last Challenge)
- 1967: Der Weg nach Westen (The Way West)
- 1968: Wie klaut man ein Gemälde? (Never a Dull Moment)
- 1968: Spiel mir das Lied vom Tod (C’era una volta il West)
- 1968: Die fünf Vogelfreien (Firecreek)
- 1969: Auch ein Sheriff braucht mal Hilfe (Support Your Local Sheriff!)
- 1969: Für ein paar Leichen mehr (Sartana no perdone)
- 1970: Der „schärfste“ aller Banditen (Dirty Dingus Magee)
- 1970: Latigo (Support Your Local Gunfighter!)
- 1970: Rio Lobo
- 1971: In einem Sattel mit dem Tod (Hannie Caulder)
- 1971: The Last Rebel
- 1973: Pat Garrett jagt Billy the Kid (Pat Garrett & Billy the Kid)
- 1977: Grauadler (Grayeagle)
- 1978: Die Nordmänner (The Norseman)
- 1979: Kaktus Jack (The Villain)
- 1981: Auf dem Highway ist die Hölle los (The Cannonball Run)
- 1983: Am heiligen Grund (Sacred Ground)
- 1984: Auf dem Highway ist wieder die Hölle los (The Cannonball Run II)
- 1991: Der Ritter aus dem All (Suburman Commando)

### Fernsehserien
- 1954: Eisenbahndetektiv Matt Clark (Stories of the Century) – 1. Staffel Folge 23: Black Jack Ketchum
- 1954: The Lone Ranger – 4. Staffel Folge 07: Outlaw's Trail
- 1955: The Lone Ranger – 4. Staffel Folge 50: Die Miles Brüder
- 1958: Westlich von Santa Fé (The Rifleman) – 1. Staffel Folge 7: Das Duell (Duel of Honor)
- 1961: Bonanza – 2. Staffel Folge 49: Der Widerspenstigen Zähmung (The Spitfire 1961)
- 1961: Tausend Meilen Staub (Rawhide) – 4. Staffel Folge 21: Konzert für einen toten Cowboy
- 1967: Bonanza – 8. Staffel Folge 18: Eine Frau für Buford (A Bride For Buford)
- 1970: Bonanza – 12. Staffel Folge 13: John, die ehrliche Haut (Honest John)
- 1970: Die Leute von der Shiloh Ranch (The Virginian) – 8. Staffel Folge 23: Rich Man, Poor Man
- 1972: Rauchende Colts (Gunsmoke) – 18. Staffel Folgen 1 & 2: Der Fluss (The River)
- 1972: Alias Smith und Jones (Alias Smith and Jones) – 2. Staffel Folge 23: Bad Night in Big Butte
- 1973: Kung Fu – 2. Staffel Folge 6: Caine und die Squaw
- 1992: Hör mal, wer da hämmert (Home Improvement) – 1. Staffel Folge 20: Typisch Frau (zusammen mit Ernest Borgnine)
- 1992: Lucky Luke – 1. Staffel Folge 03: Ein schöner Zug von Geisterhand